# Fauna (mitologia)
Fauna (do latim, significando favorável, segundo Georges Hacquard) ou Fátua (significando insensata) era a deusa romana dos campos e das matas. 
Teve seu nome posteriormente associado à Bona Dea, equivalente romana da deusa grega Gaia.

## Mito
Segundo algumas variantes do mito de Fauno, Fauna teria sido ou sua irmã, esposa e até filha. Neste último papel, teria sido violentada pelo próprio pai que, transmutado numa serpente, consumara o ato. Na variante em que surge como esposa de Fauno, era uma senhora de hábitos comedidos que, mesmo assim, veio a se embriagado e se deixado seduzir por um pichel de vinho, fora assassinada pelo esposo com açoitadas.
Sua origem e significados são obscuros. Nos primórdios era chamada somente de "a deusa amável", epíteto que derivara da crença de que sua bondade se estendia a toda a natureza.

### Descendentes
Seus descendentes com Fauno eram os faunos.
Também chamados de fátuos, os faunos eram pequenas entidades proféticas dos campos, por vezes vistos como gênios ou causadores de pesadelos.

## Representação
Na versão de Fauna/Fátua, muitas vezes era representada como Juno ou como Cibele, mas era comum tê-la na forma de anciã, com orelhas pontiagudas e tendo uma serpente em suas mãos.

## Culto
A primeira noite do mês de maio era a data do festival dedicado a Fauna. As comemorações, às quais apenas mulheres e moças podiam comparecer, eram regadas a vinho, música, atividades lúdicas e cerimônias secretas. Assim como Fauno, a deusa possuía dons oraculares, diferindo daquele pois suas profecias eram feitas apenas ao gênero feminino.

## Associações com outras divindades
Sobre a confusão de Fauna a outras divindades, Alexander Murray tece várias considerações: era associada com a deusa Ops, com Cibele, Sêmele (a mãe de Dionísio), com Maia (mãe de Hermes), com Gaia e outras. Para o autor, isso decorria de sua percepção como "deusa amável", a incutir a identificação com outras deusas. Também segundo Murray seu nome e significados obscuros teriam engendrado os seres fantásticos que, em tempos modernos, passaram a ser chamados de duendes.